# Unerg
Unerg was een Belgisch energiebedrijf dat in 1976 ontstond uit de fusie van verschillende kleinere energiebedrijven en in 1990 opging in Electrabel, nu Engie Electrabel en Powerfin.

## Geschiedenis
In 1974 werd besloten de Belgische elektriciteitsmarkt te hergroeperen tot drie grote spelers. Ebes bestond al, Intercom nam Interbrabant over en een derde bedrijf werd gecreëerd door de fusie van Electrogaz, UCE-Linalux-Hainaut, Esmalux, Gas de Namur en de Ebes-centrale in Oostkerk (Waals-Brabant).
Wanneer in de jaren 70 en 80 de kerncentrales gebouwd werden, kreeg Unerg een deel van de capaciteit van deze centrales. De kerncentrale van Doel werd uitgebaat door Ebes; die van Tihange door Intercom.
In 1990 werd Unerg omgevormd tot een loutere holdingmaatschappij. De productiecapaciteit van Unerg ging net zoals die van Intercom over naar Ebes, dat de nieuwe naam 'Electrabel' kreeg. Intercom fuseerde met Ebes en hield op te bestaan, maar Unerg bleef nog enige tijd bestaan als de holdingmaatschappij Powerfin. In 1990 bezat Powerfin 28% van de aandelen van het nieuwe Electrabel.

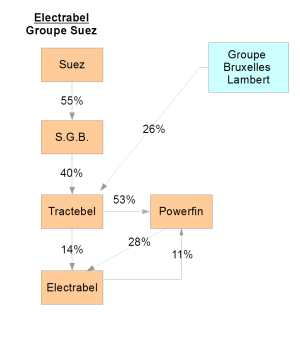
Organigram van de onderneming Electrabel in 1990